# بخش آستینبورگ (شهرستان اشتابولا، اوهایو)
بخش آستینبورگ (به انگلیسی: Austinburg Township) یک منطقهٔ مسکونی در ایالات متحده آمریکا است که در شهرستان آشتابولا، اوهایو واقع شده‌است.
 بخش آستینبورگ ۶۴٫۷ کیلومتر مربع مساحت و ۲٬۱۹۷ نفر جمعیت دارد و ۲۴۶ متر بالاتر از سطح دریا واقع شده‌است.